# مايك كامبل (ملحن)
مايك كامبل (بالإنجليزية: Mike Campbell)‏ هو منتج أسطوانات وعازف قيثارة وملحن وكاتب أغاني وموسيقي أمريكي، ولد في 1 فبراير 1950 في جاكسونفيل في الولايات المتحدة.

## وصلات خارجية
- مايك كامبل على موقع IMDb (الإنجليزية)
- مايك كامبل على موقع ميوزك برينز (الإنجليزية)
- مايك كامبل على موقع أول ميوزيك (الإنجليزية)
- مايك كامبل على موقع ديسكوغز (الإنجليزية)
- مايك كامبل على موقع قاعدة بيانات الفيلم (الإنجليزية)